# Jah (bůh)
Jah (také Iah, Ah či Joh; v egyptštině jˁḥ znamená měsíc) byl staroegyptský bůh Měsíce. První zprávy o něm jsou až z období Střední říše. Není vyloučeno, že kult uctívání boha Měsíce importovali do Egypta imigranti z jiných národů (např. jako obdobu mezopotámského boha Sína). Mohl také souviset s kanaánským bohem Měsíce Jarichem. Podle oběhu Měsíce se ve starém Egyptě také řídil tamní kalendář. 

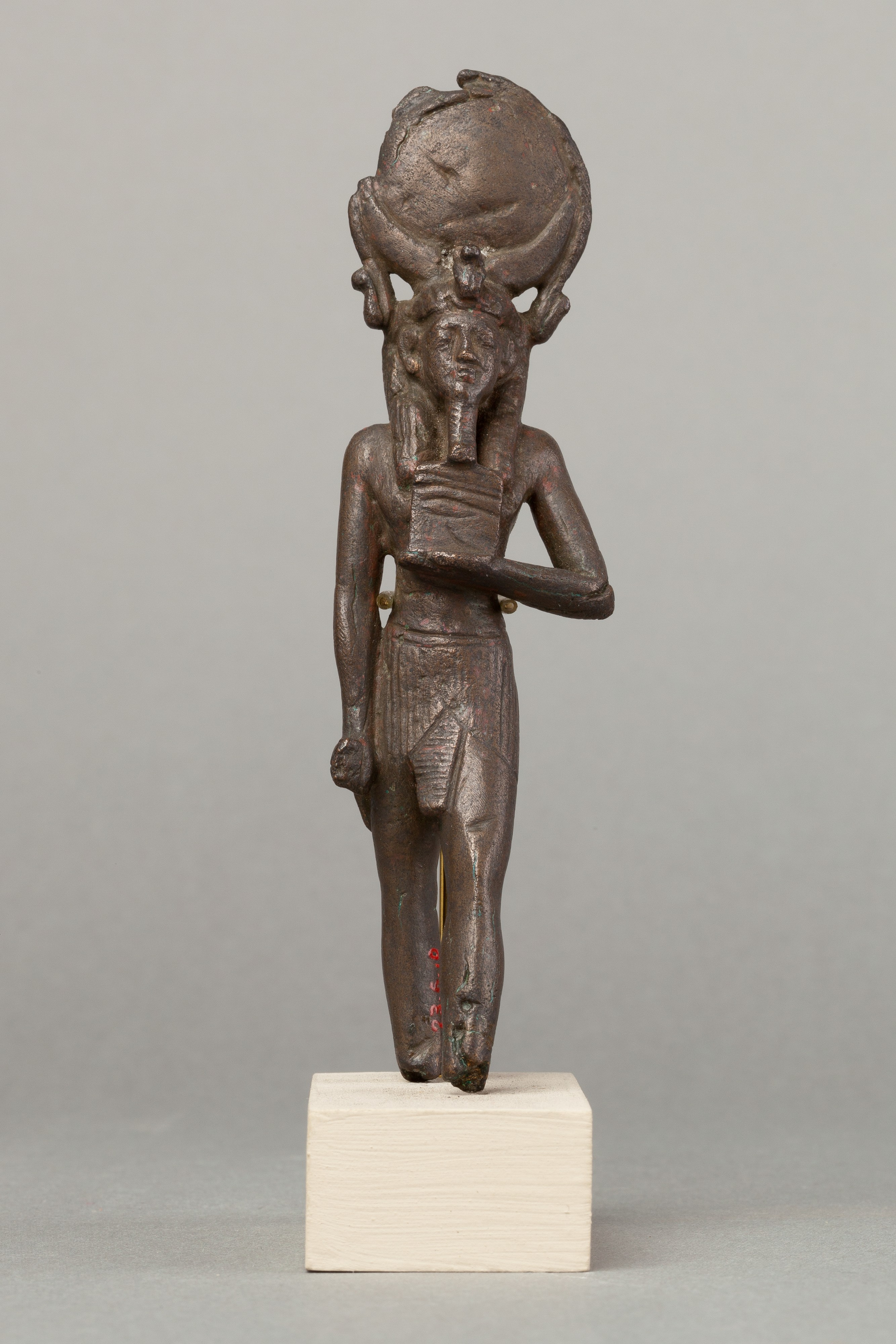
Usir-Jah

V době Nové říše byl zastiňován jinými měsíčními bohy (Chonsuem a Thovtem). Někdy byl považován za dospělou podobu Chonsua. Umělci ho zobrazovali v lidské podobě jako muže s bederní rouškou kolem pasu a měsíčním diskem na hlavě nebo v podobě sokola či ibise. 
Vyskytuje se ve jménech Jah, Ahhotep, Ahmose atd. 